# Cabo Paciencia
Cabo Paciencia (Ruso: Полуостров Терпения, Poluostrov Terpeniya) es una península que sobresale 65 km del centro-este de la isla de Sajalín hasta el mar de Ojotsk.

## Características
Forma el límite oriental del golfo de la Paciencia. El ancho de la península varía desde menos de 1 km en el istmo de Lodochni, a 30 km en su punto más ancho. Alcanza una elevación máxima de 350 m. El cabo es la extensión más meridional (en tierra) de las montañas de Sajalín Oriental, una cadena de norte a sur que corre a lo largo del lado oriental de la isla de Sajalín. Al final del cabo hay un pequeño faro, construido en 1953.

## Clima
| Parámetros climáticos promedio de Cabo Paciencia | Parámetros climáticos promedio de Cabo Paciencia | Parámetros climáticos promedio de Cabo Paciencia | Parámetros climáticos promedio de Cabo Paciencia | Parámetros climáticos promedio de Cabo Paciencia | Parámetros climáticos promedio de Cabo Paciencia | Parámetros climáticos promedio de Cabo Paciencia | Parámetros climáticos promedio de Cabo Paciencia | Parámetros climáticos promedio de Cabo Paciencia | Parámetros climáticos promedio de Cabo Paciencia | Parámetros climáticos promedio de Cabo Paciencia | Parámetros climáticos promedio de Cabo Paciencia | Parámetros climáticos promedio de Cabo Paciencia | Parámetros climáticos promedio de Cabo Paciencia |
| Mes                                              | Ene.                                             | Feb.                                             | Mar.                                             | Abr.                                             | May.                                             | Jun.                                             | Jul.                                             | Ago.                                             | Sep.                                             | Oct.                                             | Nov.                                             | Dic.                                             | Anual                                            |
| ------------------------------------------------ | ------------------------------------------------ | ------------------------------------------------ | ------------------------------------------------ | ------------------------------------------------ | ------------------------------------------------ | ------------------------------------------------ | ------------------------------------------------ | ------------------------------------------------ | ------------------------------------------------ | ------------------------------------------------ | ------------------------------------------------ | ------------------------------------------------ | ------------------------------------------------ |
| Temp. máx. abs. (°C)                             | 2.2                                              | 2.5                                              | 5.1                                              | 13.9                                             | 21.1                                             | 26.1                                             | 25.0                                             | 28.9                                             | 26.1                                             | 18.9                                             | 12.2                                             | 6.1                                              | 28.9                                             |
| Temp. máx. media (°C)                            | −9.1                                             | −8.7                                             | −4.0                                             | 0.9                                              | 4.0                                              | 8.1                                              | 12.1                                             | 14.8                                             | 13.3                                             | 8.6                                              | 1.6                                              | -4.7                                             | 3.1                                              |
| Temp. media (°C)                                 | −11.5                                            | −11.7                                            | −6.7                                             | −1.2                                             | 2.0                                              | 5.8                                              | 9.9                                              | 12.3                                             | 11.2                                             | 6.6                                              | -0.5                                             | −6.9                                             | 0.8                                              |
| Temp. mín. media (°C)                            | −14.0                                            | −14.6                                            | −9.5                                             | −3.2                                             | −0.1                                             | 3.5                                              | 7.7                                              | 9.8                                              | 9.0                                              | 4.6                                              | −2.7                                             | −9.1                                             | −1.6                                             |
| Temp. mín. abs. (°C)                             | -27.9                                            | -29.1                                            | -23.4                                            | -18.5                                            | -7                                               | -4.7                                             | -0                                               | 3.6                                              | 1.1                                              | -5.4                                             | -14.9                                            | -25.8                                            | −29.1                                            |
| Precipitación total (mm)                         | 32.8                                             | 25.7                                             | 29.5                                             | 28.4                                             | 38.9                                             | 32.2                                             | 54.8                                             | 66.6                                             | 76.1                                             | 61.1                                             | 49.6                                             | 38.9                                             | 534.6                                            |
| Días de precipitaciones (≥ 1.0 mm)               | 6.6                                              | 5.3                                              | 6.3                                              | 5.6                                              | 6.5                                              | 5.4                                              | 6.1                                              | 7.0                                              | 7.5                                              | 9.0                                              | 9.4                                              | 8.3                                              | 83                                               |
| Fuente: Roshydromet (records)                    |                                                  |                                                  |                                                  |                                                  |                                                  |                                                  |                                                  |                                                  |                                                  |                                                  |                                                  |                                                  |                                                  |